# Ernst Spieß (Skirennläufer)
Ernst Spieß (* 16. Jänner 1927 in Innsbruck, Tirol; † 12. Dezember 2011 in Mayrhofen) war ein österreichischer Skirennläufer, -trainer und -funktionär.
Er war von 1947 bis 1952 Mitglied der österreichischen Ski-Nationalmannschaft. Er war Trainer des österreichischen Damen Ski-Nationalteams und in der Wintersaison 1956 Trainer des spanischen National- und Olympiateams. Bei beiden Olympischen Winterspielen in Innsbruck, 1964 und 1976, war er Rennleiter des Abfahrtslaufs der Herren.

## Leben
Ernst Spieß war bereits als jugendlicher Rennläufer gleichzeitig als Trainer für seinen Verein, Turnerschaft Innsbruck, tätig. Er war maßgeblich am Erfolg seiner späteren Ehefrau Erika Mahringer beteiligt, auch seine Kinder Uli und Nicola Spieß profitierten als Rennläufer von seinen Trainingsmethoden. Mitte der 1970er Jahre war er Damen-Rennsportleiter des österreichischen Skiteams. Er war wegen seines Fachwissens und Organisationstalents ein sehr beliebter Rennleiter bei zahlreichen internationalen Veranstaltungen. Den Höhepunkt seiner Rennleiter-Karriere bildeten die beiden Herren-Abfahrtsläufe bei den Olympischen Winterspielen von Innsbruck 1964 und 1976.
Ernst Spieß baute zusammen mit seiner Frau eine der größten Skischulen Österreichs in Mayrhofen auf. Sie gründeten gemeinsam den ersten Skikindergarten der Welt.
Ernst Spieß war Vizepräsident des österreichischen Berufsskilehrer-Verbands und 18 Jahre lang Obmann des Tiroler Skilehrerverbands. Er setzte sich für Qualitätsverbesserung im österreichischen Skilehrwesen ein.
Ernst Spieß und seine Frau waren maßgebliche Initiatoren für die Gründung der Internatsschule für Skisportler in Stams.

## Sportliche Erfolge
- 1944: Deutscher Jugendmeister
- 1946: 1. Platz Abfahrtslauf Skiländertreffen (österreichische Meisterschaften)
- 1946: 2. Platz Juniorenklasse Kombination Hahnenkammrennen, Kitzbühel
- 1947: Graubündner Meister Kombination
- 1950: Tiroler Meister in der alpinen Kombination
- 1947–1954: 3× Sieger des Kasermandl-Rennens, Innsbruck, Seegrube